# Caravan
Caravan je debitantski studijski album Ratka Divjaka, ki je izšel leta 1998 pri založbi Euro Trend Production, ki spada pod založbo McMillan Music Corp. Pri snemanju so sodelovali nekateri člani Big Banda RTV Slovenija.

## Seznam skladb
Vsi aranžmaji so delo Ratka Divjaka in Primoža Grašiča.
| Št. | Naslov             | Pisec          | Dolžina |
| --- | ------------------ | -------------- | ------- |
| 1.  | „Caravan‟          | Juan Tizol     | 6:30    |
| 2.  | „Nothing Personal‟ | Don Grolnick   | 4:52    |
| 3.  | „All Blues‟        | Miles Davis    | 5:59    |
| 4.  | „Sister Sadie‟     | Horace Silver  | 5:32    |
| 5.  | „Love for Sale‟    | Cole Porter    | 5:38    |
| 6.  | „Maiden Voyage‟    | Herbie Hancock | 5:14    |
| 7.  | „So What‟          | Miles Davis    | 5:51    |
| 8.  | „Cherokee‟         | Ray Noble      | 4:15    |

## Osebje

### Glasbeniki
- Ratko Divjak – bobni, tolkala (5)
- Primož Grašič – kitara, kitarski sintetizator (2)
- Blaž Jurjevčič – klaviature, bas (4)
- Jani Hace – bas (1-3, 5-7)
- Aleš Avbelj – kontrabas (8)
- Tadej Tomšič – tenorski saksofon (5, 6)
- Mirko Kadoić – altovski saksofon (8)

### Produkcija
- Menedžment izdaje: Zlatko Klun
- Digitalni mastering: Martin Žvelc
- Risbe: Marko Divjak
- Oblikovanje: Studio McM